# 얀 라디슬라브 듀섹

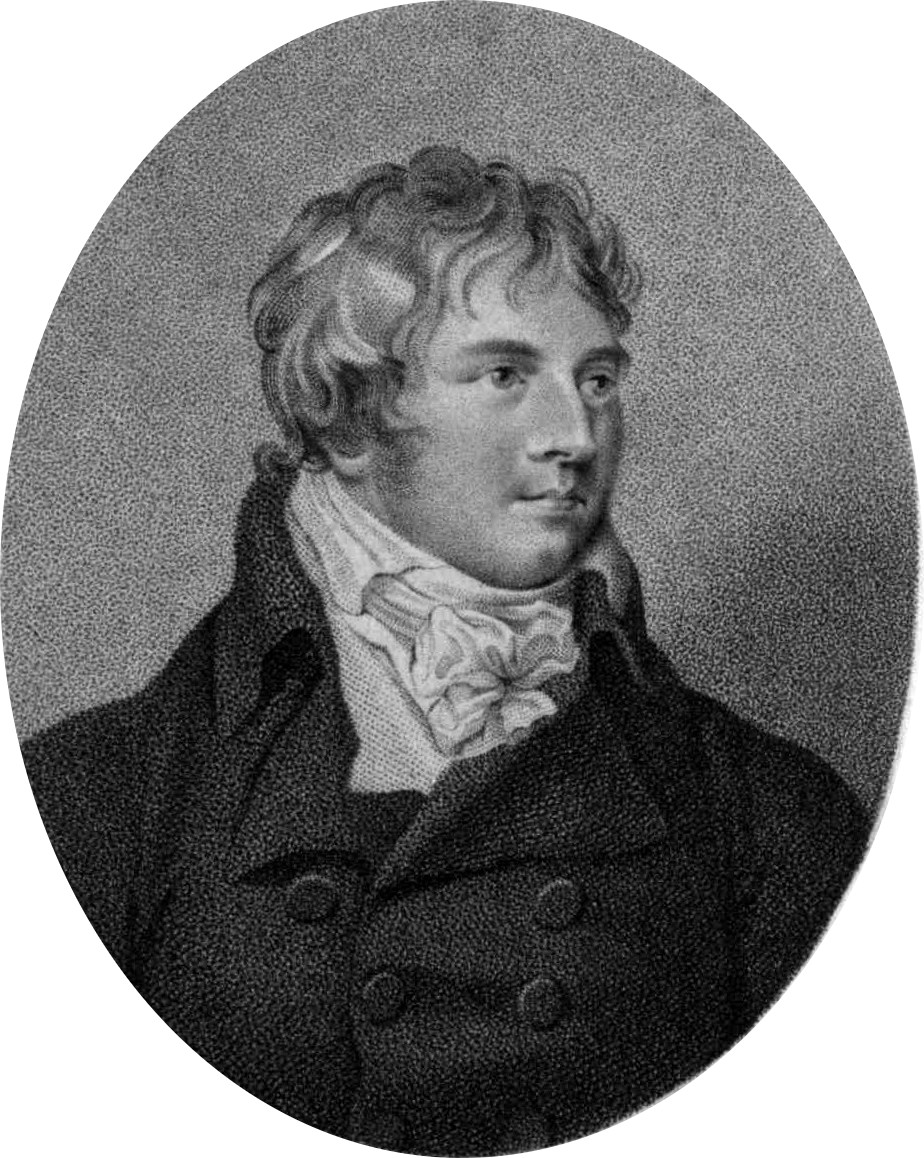

얀 라디슬라브 듀섹(체코어: Jan Ladislav Dussek, 1760년 2월 12일 ~ 1812년 3월 20일)은 체코의 작곡가이자 피아니스트이다. 그는 18세기 후반과 19세기 초반에 해외에서 체코 음악의 중요한 대표자였다. 그의 보다 진보적인 피아노 작품 중 일부는 종종 낭만주의와 관련된 특성을 가지고 있다.
듀섹은 유럽 전역을 광범위하게 여행한 최초의 피아노 거장 중 한 명이다. 그는 런던에서 상트페테르부르크 , 밀라노에 이르기까지 코트와 콘서트장에서 공연했으며 그의 테크닉으로 찬사를 받았다. 거의 10년 동안 런던에 머무는 동안 그는 피아노포르테의 크기를 확장하는 데 중요한 역할을 했으며 존 브로드우드 의 첫 6옥타브 피아노 중 하나인 CC-c4를 받았다. 그는 베토벤이 유명해지기 전에 유럽에서 가장 존경받는 피아니스트 중 한 명이었다.
그의 음악은 갑작스러운 동적 대조에 의해 중단된 서정성이 특징이다. 피아노를 위한 많은 작곡뿐 아니라 하프를 위한 음악도 작곡했다. 그 악기를 위한 그의 음악은 온음계가 많은 하모니 내에서 매우 다양한 형상을 포함한다. 그의 음악은 모든 하프 연주자, 특히 그의 여섯 개의 소나타/소나타, 특히 소나타 다단조의 표준 레퍼토리로 간주된다. 그의 피아노 음악은 동시대의 더 유명한 클래식 시대의 음악보다 일반 대중에게 덜 알려져 있지만, 그의 피아노 음악은 많은 교사들에게 높이 평가된다. 프란츠 리스트는 비루투오소 피아노 음악의 작곡과 연주에서 듀섹의 간접적인 후계자로 불려왔다. 그의 음악은 19세기 영국과 미국에서 어느 정도 인기를 얻었으며 일부는 여전히 인쇄되어 있다.

## 삶
이흘라바에 있는 예수회 김나지움에서 음악을 공부했으며 그곳에서 합창단 지휘자인 Ladislav Špinar와 함께 공부했다. 그의 성적은 좋지 않은 것으로 알려졌다. 1774년부터 1776년까지 그는 쿠트나호라에 있는 예수회 체육관에서 공부했으며 그곳에서 산타 바바라 예수회 교회의 오르간 연주자로도 봉사했다. 1776년 그는 프라하에 갔고 그곳에서 그는 다시 게으른 학생으로 보고되었다. 1777년 그는 프라하 대학교에 입학하여 한 학기를 보냈다.
보헤미아에서 이러한 초기 공부를 마친 후 그는 1778년 오스트리아 군인인 마너 대위에게 복무하게 되었다. 듀섹은 메헬렌에 있는 St. Rumbold's 대성당의 오르가니스트가 되었다. 메헬렌에서 그는 자신의 작품을 연주하면서 첫 공개 리사이틀을 했다. 그런 다음 그는 네덜란드 공화국 여행을 갔고, 암스테르담에서 호평을 받은 콘서트는 왕족의 관심을 끌었다. 헤이그에 초대되었다. 헤이그에 있는 동안 그는 듀섹의 기량을 인정한 요제프 2세 앞에서 공연을 했다.

함부르크에서 그는 상트페테르부르크로 이사했다. 예카테리나 2세가 가장 좋아했다. 유리 하모니카의 건반 버전을 개발한 Hessel이라는 기술자를 소개받았고 듀섹은 마스터했다. 듀섹은 예카테리나를 암살하려는 음모에 연루된 혐의를 받고 갑자기 러시아를 떠나야 했다.
듀섹은 상트페테르부르크를 떠난 후 리투아니아에 약 1년 동안 머물렀다. 그는 피아노와 유리 하모니카의 거장 연주자로서 다음 몇 년 동안 독일을 여행했으며 결국 1786년 파리에 도착했다. 그에게 독일 투어는 큰 성공을 거두었다. 베를린 콘서트에 대한 한 평론은 "그는 피아니스트로서 큰 명성을 얻었고 [유리] 하모니카를 연주하는 것에 대해 그다지 존경을 받지 못했다." 한 평론은 카셀에서 열린 콘서트에 대해 "그는 느리고 조화로우며 신중하게 변조된 전주곡과 코랄로 모든 청중을 매료시켰다."라고 썼다.
파리에서 듀섹은 마리 앙투아네트의 마음에 드는 사람이 되었으며, 1788년 마리 앙투아네트는 밀라노 공연 투어를 가지 못하도록 설득했다. 그러나 듀섹이 밀라노에 있는 그의 형제 프란츠를 방문하기를 원했기 때문에 그녀는 실패했다. 듀섹의 밀라노 여행은 매우 성공적이었다. 그의 공연은 "상당한 센세이션을 일으켰다". 그는 파리로 돌아와 1789년 혁명이 일어나기 직전까지 머물렀다. 파리에 있는 동안 그는 나폴레옹 보나파르트라는 바이올리니스트를 만나 연주했을 것이다. 또한 피에르 보마르셰 딸 Eugénie de Beaumarchais에게 헌정된 일련의 바이올린 소나타(C 27-29)를 출판했다.
듀섹은 1789년 5월이나 6월에 프랑스를 떠나 영국으로 가서 런던에 정착했다.  그는 1789년 6월 초에 런던에서 연주회를 가졌다고 보고된다. 이것은 혁명 초기의 몇 가지 중요한 단계 이전에 파리에서 출발해야 했을 것이다.
듀섹은 1799년까지 런던을 그의 집으로 만들었다. 1790년까지 그는 연주자이자 교사로 잘 자리 잡았다. 그는 1860년 전기 스케치에서 데이비슨이 "그는 당대 가장 유행하는 교수 중 한 명이 되었으며 그의 수업은 열성적으로 추구되었고 전례가 없는 급료로 보수를 받았다. 요한 크라머의 사례를 예외로 하면." 그는 또한 피아노 제작자인 존 브로드우드(John Broadwood) 와 관계를 맺어 최초의 5½ 옥타브 피아노(FF-c4) 중 하나를 전달했다. Broadwood는 1793년 11월 13일 비즈니스 저널에서 이렇게 말했다. 과거 두섹을 가장 먼저 기쁘게 해준 건 크래머 주니어가 있었다"고 말했다. 브로드우드와의 협력은 1794년에 최초의 6옥타브(CC-c4) 피아노도 받았을 때 계속해서 결실을 맺었다
1791년 봄, 듀섹은 음악 출판사 Domenico Corri 의 어린 딸인 Sophia가 출연한 일련의 콘서트에 출연했다. 그해 6월 15일 콘서트에서 두 사람은 함께 피아노 듀엣을 연주했다. 그들은 1792년 9월에 결혼했다. Sophia Corri는 가수, 피아니스트, 하프 연주자로서 자신의 이름으로 알려지게 되었다. 그들에게는 딸 올리비아가 있었지만 결혼 생활은 행복하지 않았고 양측의 연락이 필요했다.
1791년과 1792년의 일부 콘서트에는 듀섹과 요제프 하이든 모두 출연했다. 더 나이 많은 하이든은 1792년 콘서트 중 하나가 끝난 후 듀섹의 아버지에게 보낸 편지에서 듀섹에 대해 상당히 호의적으로 썼다. 1792년의 다른 하이라이트(소피아와의 결혼 이후 및 이후)에는 소피아의 아버지 도메니코와 함께 음악 출판 사업을 시작한 것이 포함된다. 이 사업은 처음에는 성공했지만 나중에는 잘 되지 않았고, 실패의 상황으로 인해 듀섹은 1799년 런던을 떠나고 Corri는 채무자의 감옥에 갇혔다.
듀섹의 비즈니스 통찰력은 런던에 있는 동안 그의 공연과 작곡에 거의 영향을 미치지 않은 것 같다. 매년 그는 일련의 콘서트에서 공연했으며, 그 중 적어도 일부는 소피아도 출연했으며 자주 새로운 작품을 선보였다. 일부 작품은 너무 성공적이어서 시리즈의 이후 콘서트에서 반복되었다. 1798년 한 평론가는 “두섹의 군사 협주곡이 반복되었다. 우리는 그것이 encomium의 가치가 있다고 생각한다." 평론가가 반복 연주로 보고한 협주곡(C 153)은 다음 주에 다시 연주됐다.
1796년에 듀섹과 그의 아내는 심각한 결혼 생활에 어려움을 겪기 시작했다. 불확실한 진실성에 대한 설명에서, 다른 남자와 사랑에 빠진 소피아가 듀섹에게 그녀의 하프 수리를 위해 돈을 요청했다고 보고되었다. 이어 그녀는 그 돈으로 하프 케이스에 소지품을 넣고 여자 친구와 저녁을 먹으러 떠났다고 주장했다. 수상한 두섹은 장인과 함께 그 남자의 집에 갔고, 그곳에서 소피아는 갇혔다. 그녀와 듀섹은 논쟁했고 그녀는 다른 남자가 임신했다고 주장하면서 그를 저주했다. 듀섹은 뉘우치고 그녀가 원하는 것을 할 수 있는 자유를 약속했다. 이것은 일종의 화해로 이어졌다. 듀섹은 1799년에 런던을 떠난 후 Sophia와 그의 딸 Olivia를 본 적이 없을 것 같다. 소피아는 1812년에 재혼하기 전에 듀섹이 죽었다는 것을 알 때까지 기다려야 했다.
듀섹의 작곡 중 일부에는 피아노를 위한 오페라 및 연극 서곡 편곡이 포함되었다. 그는 1798년에 오페라에 도전하기로 결정했다. 결과는 Hoare 왕자 의 대본과 함께 The Captive of Spilberg였다. 오페라가에 오픈 드 루리 레인 1798년 11월 14일에, 그리고 음악을 잘받은,와 유럽 매거진 씨 듀섹로의 비평가 쓰기, "음악, 첫 번째로 순위 그를에 intitle에 등이었다 당대의 작곡가."
1799년, 한 번도 성공한 적이 없었던 Corri와 함께 하는 사업은 재정적 어려움에 직면했다. 듀섹과 Corri는 대본을 맡은 로렌초 다 폰테에게 빚을 갚기 위해 돈을 빌려주도록 설득했다. 이 빚을 갚지 못하자 Corri는 Newgate 감옥에 수감 되었고 듀섹은 달아났다. 다 폰테는 듀섹이 파리로 도망쳤다고 믿었다. 사실 그는 함부르크로 돌아왔다. 이 사건은 Corri와 Da Ponte를 모두 파산시켰다.
그 후 듀섹은 독일을 여행하여 피아니스트로 활동했다. 루이스 슈포어에 따르면 듀섹은 "여성들이 그의 잘생긴 프로필에 감탄할 수 있도록" 무대에서 피아노를 처음으로 옆으로 돌린 사람이었다. 오래지 않아 그는 프로이센의 루이 페르디난트 왕자와 함께 자리를 잡았고, 그는 그를 직원이라기보다 친구이자 동료로 대했다. 루이 페르디난트 왕자가 잘펠트 전투에서 죽자 뒤섹은 감동적인 소나타, Elégie harmonique Op. 61(C 211)을 썼다.
1807년 듀섹은 파리로 돌아왔다. 의심할 여지 없이 런던에서 세바스티앙 에라르를 알게 된 그는 Érard 형제의 피아노 제작 활동과 밀접하게 연관되어 Valençay에 있는 Talleyrand의 성에서 여전히 볼 수 있는 1808년 Érard 그랜드 피아노에 서명하고 1810년 그들의 새로운 등자 액션 그랜드의 대중 공연. 그는 Le Retour à Paris (파리로의 귀환)라는 강력한 소나타(A 플랫 장조, Op. 64, C 221)를 작곡했다. 프로이센과 프랑스에서 공연하고, 가르치고, 작곡하는 데 보냈다. 그의 개인적인 아름다움은 퇴색되었고 그는 심하게 뚱뚱해졌다. 그는 또한 아마도 그의 죽음을 앞당긴 독주를 좋아하게 되었다. 듀섹은 1812년 3월 20일 생제르맹앙레에서 통풍으로 사망했다.

## 스타일
듀섹은 피아노를 위한 낭만주의 작곡가, 특히 쇼팽, 슈만, 멘델스존의 전신이다.
그의 보다 주목할만한 작품으로는 다수의 대규모 피아노 독주곡, 피아노 소나타, 다수의 피아노 협주곡, 바이올린과 피아노를 위한 소나타, 뮤지컬 드라마, 그리고 피아노, 호른, 바이올린을 위한 트리오를 비롯한 다양한 실내악 작품이 있다.
듀섹은 독특한 "London" 학교의 피아노포르테 작곡 발전에 크게 기여했다. 부분적으로 이것은 영국의 피아노 제조의 특수한 특성 때문이었다. 예를 들어 하이든은 듀섹이 빌려준 더 넓은 범위의 피아노를 연주한 후 유명한 E-flat 소나타를 작곡했다. 듀섹의 피아노 작사 대부분은 영국에서 제작된 피아노 포르테의 보다 유연하고 강력한 음조와 더 넓은 범위의 건반을 사용했다. 악기가 제공하는 향상된 가능성은 그의 스타일 혁신 중 일부를 설명하는 데 도움이 된다.
듀섹은 34개의 피아노 소나타와 다수의 프로그램적 작곡을 포함하여 수많은 피아노 독주 작품을 작곡했다. 예를 들어 그의 프랑스 여왕의 고통(The Sufferings of the Queen of France, C 98 작곡)은 마리 앙투아네트에 대한 에피소드 설명으로, 아이들과 헤어진 것에 대한 슬픔과 영국의 마지막 순간을 포함하여 여왕의 불행과 관련된 텍스트를 삽입했다.
클레멘티와 함께 듀섹은 베토벤에게 문체적 영감과 영향의 원천이 되었을 것이다.

## 참고 문헌
- Roberto Illiano, and Rohan H. Stewart-MacDonald (eds.) (2012). 《Jan Ladislav Dussek (1760–1812): A Bohemian Composer "en voyage" through Europe》. Ut Orpheus Edizioni.
- Craw, Howard (1964). 《A Biography and Thematic Catalog of the works of J.L. Dussek》. University of Southern California. OCLC 4234439.
- Černušák, Gracián (ed.); Štědroň, Bohumír; Nováček, Zdenko (ed.) (1963). 《Československý hudební slovník I. A-L》 (체코어). Prague: Státní hudební vydavatelství.
- Dusík, Jan Ladislav; Racek, Jan (preface) (1984). 《Sonate I-VII (Piano), Volume primo》. Prague: Editio Supraphon. H3099
- Flood, William Henry Grattan (1905). 《The story of the harp》. Scott. OCLC 715755.
- Greene, David Mason (1985). 《Greene's Biographical Encyclopedia of Composers》. Reproducing Piano Roll Foundation. ISBN 978-0-385-14278-6.
- Grove, George;  외. (1880). 《A Dictionary of Music and Musicians (A.D. 1450-1889), volume 1》. Macmillan. OCLC 216095274.
- Lindeman, Stephan (1999). 《Structural novelty and tradition in the early romantic piano concerto》. Pendragon Press. ISBN 978-0-385-14278-6.
- Pohl, Charles Ferdinand (1862). 《Cursory Notices of the Origin and History of the Glass Harmonica》. Petter and Galpin. OCLC 13728394.
- Ringer, A.L. (1970). “Beethoven and the London Pianoforte School”. 《The Musical Quarterly》 LVI (4): 742–758. doi:10.1093/mq/LVI.4.742.
- “Jan Ladislav Dussek”. Encyclopædia Britannica. 2009년 1월 8일에 확인함.